# Martin Eden (film, 2019)
Pour les articles homonymes, voir Martin Eden (homonymie).
Pour plus de détails, voir Fiche technique et Distribution.
Martin Eden est un film italien réalisé par Pietro Marcello, sorti en 2019.
Adaptation du roman éponyme de Jack London paru en 1909, le film retrace le parcours initiatique de Martin Eden, un jeune marin prolétaire, individualiste dans une époque traversée par la montée des grandes idéologies politiques, qui conquiert l’amour et le milieu social d'une jeune et belle bourgeoise grâce à la philosophie, la littérature et la culture, tout en étant rongé par le sentiment d'être un transfuge de classe.

## Synopsis
Dans le port de Naples, Martin Eden vient à l'aide d'un jeune homme, Arturo Orsini, brutalisé par un gardien. Il s'avère être le fils d'une famille de la bonne société, et Martin se retrouve ainsi introduit au sein d'une classe sociale dont il ignorait tout et qui va le fasciner. Il tombe amoureux d'Elena, la sœur d'Arturo. Lui qui a interrompu sa scolarité à la fin de l'école primaire décide alors de compléter son éducation en autodidacte, se met à lire beaucoup, et décide de devenir écrivain.
Il devient alors progressivement un transfuge de classe, en décalage aussi bien avec sa classe sociale d'origine qu'avec la famille et les amis d'Elena. Ses débuts littéraires sont laborieux, ses nouvelles sont systématiquement refusées par les revues auxquelles il les envoie, et sa situation financière est précaire. Lui et Elena décident de se fiancer, mais Elena est choquée par les réalités crues qu'il dépeint dans ses nouvelles et préférerait qu'il prenne un emploi administratif dans l'entreprise de son père pour s'assurer un revenu sûr.
Alors que la situation politique et sociale est de plus en plus tendue et que les grèves se multiplient, Martin, influencé par Herbert Spencer et en désaccord avec son ami Brissenden, refuse le socialisme, lui préférant l'individualisme. Lors d'un dîner, Martin s'oppose au clan Orsini lors d'une discussion politique véhémente, et Elena décide de rompre.
Peu à peu, la carrière littéraire de Martin décolle, et il devient un écrivain reconnu, mais blasé et désabusé. Il vit désormais avec Margherita, une jeune femme issue du même milieu populaire que lui. Elena vient le voir, lui dit qu'elle l'a toujours aimé et se déclare prête à renier sa famille pour lui, mais il la repousse.

## Fiche technique
- Titre : Martin Eden
- Réalisation : Pietro Marcello
- Scénario : Pietro Marcello et Maurizio Braucci d'après Martin Eden de Jack London
- Photographie : Alessandro Abate et Francesco Di Giacomo
- Pays d'origine : Italie, France et Allemagne
- Genre : drame et historique
- Dates de sortie :
  - Italie : 2 septembre 2019 (Mostra de Venise 2019), 4 septembre 2019 (sortie nationale)
  - France : 16 octobre 2019

## Distribution
- Luca Marinelli : Martin Eden
- Carlo Cecchi : Brissenden
- Jessica Cressy : Elena Orsini
- Vincenzo Nemolato : Nino
- Marco Leonardi : Bernardo, le mari de Giulia
- Denise Sardisco : Margherita
- Carmen Pommella : Maria
- Autilia Ranieri : Giulia, la sœur de Martin
- Savino Paparella : Edmondo Peluso
- Elisabetta Valgoi : Matilde Orsini, la mère d'Elena
- Pietro Ragusa : monsieur Orsini, le père d'Elena
- Giustiniano Alpi : Arturo Orsini, le frère d'Elena
- Dario Iubatti : Leone
- Anna Patierno : Carmela
- Vincenza Modica : Annina
- Gaetano Bruno : le juge Mattei
- Maurizio Donadoni : Renato
- Lana Vlady : Rebecca
- Chiara Francini : Nora
- Aniello Arena : François
- Giordano Bruno Guerri : Alfio

## Sortie

### Accueil critique
En France, le site Allociné recense une moyenne des critiques presse de 4,1/5.
Pour Elisabeth Franck-Dumas de Libération, « Pietro Marcello réussit une adaptation audacieuse autour de l'histoire d'un gâchis, celui d'un marin qui, s'acharnant à devenir écrivain, finit par trahir ses origines. ».
Pour Jean-Baptiste Morain des Inrockuptibles, « L'adaptation de Martin Eden par le cinéaste italien Pietro Marcello est une belle réussite, qui rend l'esprit plus que la lettre de son modèle littéraire. ».
Pour Éric Neuhoff du Figaro, « Pietro Marcello s'attaque à Martin Eden. Ça n'est pas qu'il adapte le roman de Jack London: il le transforme, en fait quelque chose d'original, d'inventif, du pur cinéma. ».
Pour Jean-Claude Raspiengeas de La Croix, « "Libre adaptation", le chromo de Pietro Marcello trahit ce beau roman, épaulé par un acteur grandiloquent. ».

## Distinctions

### Récompenses
- Mostra de Venise 2019 : Coupe Volpi de la meilleure interprétation masculine pour Luca Marinelli[6]
- Festival international du film de Toronto 2019 : Prix Platform